# Alessandro Striggio (padre)
Alessandro Striggio (Mantova, 1540 – Mantova, 29 febbraio 1592) è stato un compositore italiano del periodo rinascimentale.
Compositore di madrigali e di musica drammatica, riuscì a combinare i due generi, creando la commedia madrigalistica.Apparteneva a una famiglia aristocratica e possiede il titolo di Marchese 

## Biografia
Alessandro Striggio senior nacque a Mantova, probabilmente da famiglia aristocratica. Abbiamo pochi documenti riguardo alla sua infanzia, ma sicuramente doveva essersi trasferito a Firenze da giovane, dove doveva essere molto ben inserito presso la famiglia Medici, a partire almeno dal 1560. Ne è testimonianza il fatto che proprio dai Medici Striggio fu inviato in Inghilterra in missione diplomatica. Verso gli anni sessanta del Cinquecento, Striggio compose numerosi intermedi per i Medici, in occasione di matrimoni, visite e altre occasioni di stato. In seguito, durante gli ultimi anni di Cosimo e con il nuovo granduca Francesco, l'attenzione dei Medici verso la musica diminuì e fu forse per questo che Striggio cercò contatti al di fuori di Firenze. 
Nel frattempo infatti la sua fama aveva varcato le Alpi, tanto che a Monaco Orlando di Lasso, in occasione del matrimonio del duca Guglielmo V di Baviera con Renata di Lorena nel 1568, fece eseguire un mottetto a 40 voci dello Striggio. Presumibilmente si tratta del mottetto Ecce beatam lucem.
Verso il 1570 divenne amico di Vincenzo Galilei, padre dell'astronomo e componente della Camerata Fiorentina dei Bardi, anche se non si sa se Striggio stesso divenne membro della Camerata.
Nel luglio del 1584 fu invitato a Ferrara da Alfonso II d'Este. Secondo le lettere giunte fino a noi, Striggio aveva deciso di accettare l'invito degli Este per andare ad ascoltare il Concerto di donne di Ferrara. Ferrara infatti era uno dei centri musicali di avanguardia di quegli anni. Sembra addirittura che il viaggio fosse stato incoraggiato dal granduca Francesco de' Medici, per effettuare una sorta di spionaggio industriale nei confronti del nuovo stile ferrarese.  Purtroppo nessuna delle composizioni citate nella corrispondenza è arrivata ai nostri giorni.  Nel 1586 Striggio si trasferì a Mantova, dove rimase per il resto della vita, benché fosse rimasto in stretto contatto con i Medici, componendo musica per loro almeno fino al 1589.

### Strumentista a corte
Striggio fu celebre come suonatore di "viola", termine che in quel contesto cinquecentesco poteva designare tanto la viola da gamba quanto il lirone o lira da gamba. Proprio come suonatore di lirone partecipò all'esecuzione degli intermedi da lui composti nel 1565. Negli intermedi del 1589 suonò invece non solo il lirone ma anche il sopranino di viola, probabilmente una viola da gamba di taglia piccola.

### Composizioni e stile
Striggio ha scritto musica sia sacra che profana, e tutto ciò che è giunto fino a noi è di genere vocale, benché talvolta con accompagnamento strumentale. Pubblicò sette libri di madrigali, oltre alle due versioni delle sue composizioni più note, la commedia madrigalesca Il cicalamento delle donne al bucato et la caccia.
La commedia madrigalesca, sia che sia stata inventata da Striggio in persona sia che sia stata più semplicemente resa famosa grazie a lui, fu a lungo considerata il precursore dell'opera. Studi musicologici contemporanei tendono a vedere la commedia madrigalesca più semplicemente come una forma in cui la parte musicale prevale sulla rappresentazione drammatica. Nella commedia madrigalesca non c'è azione: i singoli 15 madrigali del Cicalamento raccontano una storia, benché interamente in parole e musica. La commedia madrigalesca non si presenta molto diversa da altre forme musicali quali l'intermedio.
Sembra che Striggio abbia composto poca musica sacra. Uno dei suoi lavori più noti è il mottetto Ecce beatam lucem per 5 cori (40 voci) e continuo, che scrisse nel 1568. Esistono prove che queste musiche furono eseguite anche durante la visita che Striggio fece a Londra nel 1567, cui probabilmente assistette Thomas Tallis, che dovette essere stato ispirato o addirittura sfidato dal mottetto di Striggio.
Suo figlio, omonimo (Alessandro Striggio il giovane), è noto per aver scritto il libretto de L'Orfeo di Monteverdi.

## Alcuni lavori
- Il primo libro di madrigali, a 5 voci, 1558, perduto.
- Il primo libro di madrigali, a 6 voci, 1560.
- Il cicalamento delle donne al bucato et La caccia, 1567.
- Il secondo libro di madrigali, a 5 voci, 1570.
- Il secondo libro di madrigali, a 6 voci, 1571.
- Il terzo libro di madrigali, a 5 voci, 1596.
- Il quarto libro di madrigali, a 5 voci, 1596.
- Il quinto libro di madrigali, a 5 voci, 1597.